# Карп (Підляське воєводство)
Карп (пол. Karp) — село в Польщі, у гміні Рудка Більського повіту Підляського воєводства.
Населення — 70 осіб (2011).
У 1975-1998 роках село належало до Білостоцького воєводства.

## Демографія
Демографічна структура станом на 31 березня 2011 року:
|          | Загалом | Допрацездатний вік | Працездатний вік | Постпрацездатний вік |
| -------- | ------- | ------------------ | ---------------- | -------------------- |
| Чоловіки | 39      | 8                  | 22               | 9                    |
| Жінки    | 31      | 4                  | 15               | 12                   |
| Разом    | 70      | 12                 | 37               | 21                   |